# آبراهام بنرابی
آبراهام بنرابی (انگلیسی: Abraham Benrubi؛ زادهٔ ۴ اکتبر ۱۹۶۹) یک هنرپیشه اهل ایالات متحده آمریکا است. وی از سال ۱۹۹۰ میلادی تاکنون مشغول فعالیت بوده‌است.
از فیلم‌ها یا برنامه‌های تلویزیونی که وی در آن نقش داشته است می‌توان به تار شارلوت، جرج جنگل، گردباد، دور برگردان، چراگاه آزاد، بدون پارو، ۶ ابرقهرمان، بهترین ساعات، دختر شایسته اخلاق ۲، طرح و روزی که مردم زود بیدار شدم اشاره کرد.